# Hamburg-Altenwerder

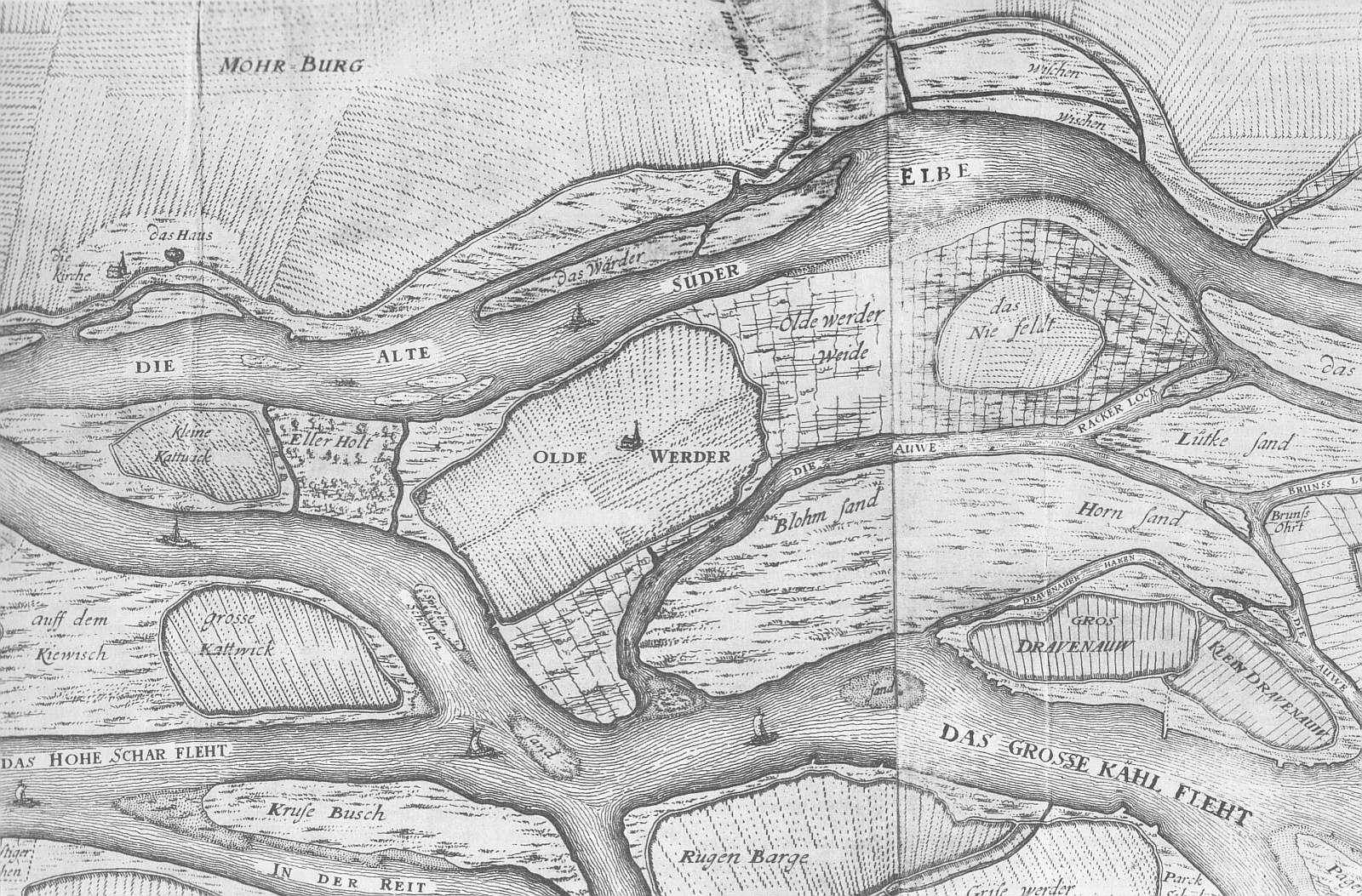
Het dorp en eiland Altenwerder op een Elbekaart uit 1702

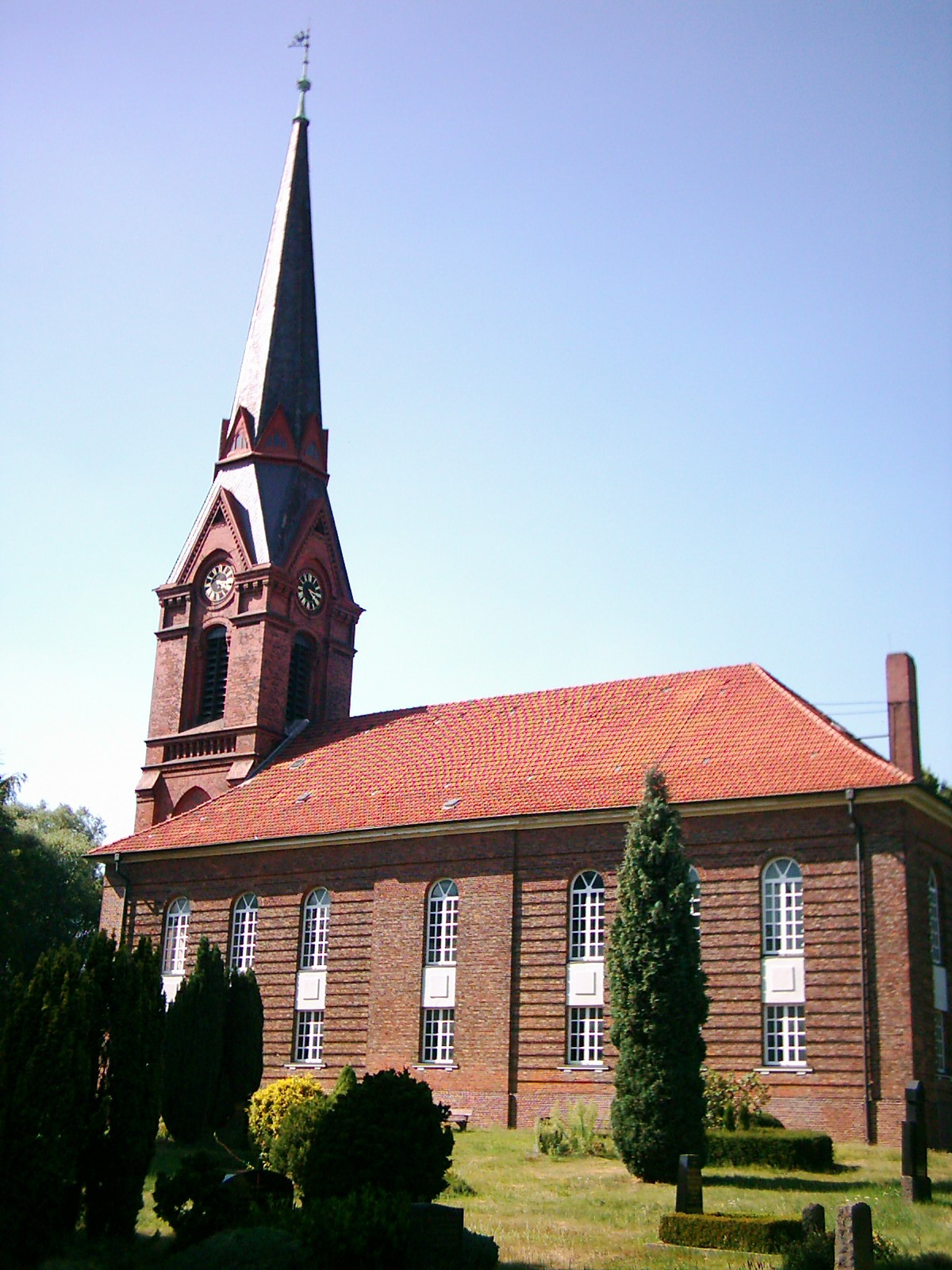
Sint-Getrudiskerk Altenwerder

Altenwerder is een stadsdeel van Hamburg in het district Hamburg-Harburg. 
Het voormalige dorp was tot begin 20e eeuw een eiland en werd in de jaren 1960 havenuitbreidingsgebied. De bewoners werden hervestigd. De laatste bewoners verlieten in 1998 het dorp. Van de gebouwen werd alleen de Sint-Gertrudiskerk met het omliggende kerkhof behouden.
De reeds lang geplande ‘Containerterminal Altenwerder (CTA) werd uiteindelijk in 2003 in gebruik genomen.
Thans is dit stadsdeel ingenomen door :
- de containerkranen en magazijnen van de CTA
- ten noorden ervan de ‘Sandauhaven’ voor massagoederen
- een afvalverbrandingsinstallatie ‘Rugenberger Damm’
- twee windturbines van 198,5 meter hoogte

en ten oosten van de A7
- rangeerstation ‘Alte Süderelbe’
- een aluminiumsmelterij en een aluminiumwalserij

Een 45 ha groot gebied, de ‘Vollhöfener Weiden’ bleef nog zijn natuurlijk aspect houden, maar er zijn plannen om ook dit in de havenontwikkeling op te nemen.
Altenwerder · Cranz · Eißendorf · Francop · Gut Moor · Harburg · Hausbruch · Heimfeld · Langenbek · Marmstorf · Moorburg · Neuenfelde · Neugraben-Fischbek · Neuland · Rönneburg · Sinstorf · Wilstorf